# 이원재 (1964년)
이원재(李元宰, 1964년 12월 9일 ~ )는 대한민국의 공무원이다.

## 학력
- 운호고등학교 졸업
- 서울대학교 경영학과

## 경력
- 1986: 제30회 행정고시 합격
- 1996.07: 건설교통부 주택도시국 주택정책과 서기관
- 1997.08: 건설교통부 기획관리실 기획예산담당관실 서기관
- 1999.06: 건설교통부 기획관리실 기획담당관실 서기관
- 2000.08: 건설교통부 국토정책국 입지계획과 서기관
- 2003.07: 건설교통부 주택국 주거복지과장
- 2004.04: 강동석 건설교통부장관 비서관
- 2005.03: 건설교통부 주택국 주택정책과 과장
- 2005.07: 대한민국 대통령비서실 경제수석비서관실 행정관
- 건설교통부 서남권 투자촉진단 기획총괄부장, 부이사관
- 2008.02 ~ 2008.12: 외교안보연구원 글로벌리더십과정 파견
- 2009.02: 국토해양부 주택토지실 토지정책관
- 2010.01: 국토해양부 주택토지실 주택정책관
- 2012.08: 주 중국 대한민국 대사관 공사참사관, 이사관
- 2015.02 ~ 2015.05: 국토교통부 건설정책국 국장
- 2015.05 ~ 2017.07: 대한민국 대통령비서실 국토교통비서관, 관리관 (박근혜 정부)
- 2017.07 ~ 2018.12: 행정중심복합도시건설청장
- 2019.07 ~ 2022.05: 제6대 인천경제자유구역청 청장
- 2022.05 ~ 2023.07: 국토교통부 제1차관
- 2022.05 ~ 2023.07 저출산고령사회위원회 운영위원회 정부위원
- 주택산업연구원 고문(비상근)
- 2024.03 ~ 삼성중공업 사외이사
  - 삼성중공업 감사위원회 위원
  - 삼성중공업 내부거래위원회 위원장
  - 삼성중공업 ESG위원회 위원

| 전임 이충재 | 제9대 행정중심복합도시건설청장 2017년 7월 12일 ~ 2018년 12월 | 후임 김진숙 |

| 전임 윤성원 | 제7대 국토교통부 제1차관 2022년 5월 10일 ~ 2023년 7월 2일 | 후임 김오진 |